# Syrmie (ancien comitat)
Pour les articles homonymes, voir Syrmie.
La Syrmie (croate : Srijemska županija ; serbe : Sremska županija ; hongrois : Szerém ou Szerém vármegye ; latin : Comitatus Sirmiensis) est un ancien comitat du royaume de Hongrie, créé au XIIIe siècle dans la région de Syrmie et conquis par les Ottomans en 1521. En 1718, le territoire entier est récupéré par les Habsbourg et intégré à la frontière militaire de l'empire d'Autriche. Le comitat est rétabli en 1715 et fusionne avec le comitat de Valkó sous le nom de Syrmie.